# 斯摩棱斯克站 (阿爾巴特-波克羅夫卡線)
斯摩棱斯克站（羅馬化：Smolenskaya）是莫斯科地鐵的一個車站，開通於1953年，以取代舊的同名車站。斯摩棱斯克站是阿爾巴特－波克羅夫卡線的車站。在2003年勝利公園站開通之前，斯摩棱斯克站是莫斯科地鐵最深的車站。

## 外部連結
- metro.ru
- mymetro.ru
- KartaMetro.info — Station location and exits on Moscow map (English/Russian)